# Prahova (flod)
Prahova er en flod i det sydlige Rumænien, der stiger fra Bucegi-bjergene i de sydlige Karpater. Det er en venstre biflod til Ialomița.  Den løber ud i Ialomița i Dridu Snagov. Den øvre del af floden, opstrøms for sammenløbet med floden Azuga, kaldes undertiden Prahovița.
Den har en længde på 193 km, heraf 6 km er i distriktet Brașov, 161 km er i distriktet Prahova og de sidste 16 km er i distriktet Ialomița.
Prahovas afvandingsområde dækker 3.738 km2, , hvilket er omkring 75 % af arealet af Prahova distriktet.

## Byer og landsbyer
Følgende byer og landsbyer ligger langs floden Prahova, fra kilden til mundingen: Predeal, Azuga, Bușteni, Poiana Țapului, Sinaia, Posada, Comarnic, Nistorești, Breaza, Cornu, Poiana Câmpina, Câmpoliti, Câmpolii, Câmpolii, Câmpolii, , Cap Roșu, Novăcești, Florești, Călinești, Cătina, Filipeștii de Târg, Nedelea, Ariceștii Rahtivani, Ezeni, Zalhanaua, Stăncești, Piatra, Stejaru, Pisculești, Tinosu, Miroslăvești, Palanca, Independența, Belciug, Gherghița, Hătcărău, Tufani, Malamuc, Răsimnicea, Rădulești, Adâncata, Patru Frați.

## Bifloder
Følgende floder er bifloder til floden Prahova (fra kilden til mundingen):
- Til venstre: Puriștoaca, Valea Popii, Olăreasa, Pârâul lui Vlad, Ursoaia Mare, Ursoaia Mică, Azuga, Valea Mărului (I), Valea Seacă (I), Valea Fetei, Valea Seacă (II), Valea Seacă (II), Valea, Ęluifa, Valea Cășăriei (I), Valea Rea, Valea Câinelui, Gagu, Valea lui Bogdan, Valea la Nuci , Valea Mărului (II), Valea Surpăturii, Valea Orății, Conciu, Florei, Câmpea și, Viul Crucea, Doftajen, Viul Sărat
- Til højre: Joița, Râșnoava, Pârâul Sec, Valea Brusturilor, Valea Stânei, Valea Grecului, Valea Fabricii, Valea Cerbului, Valea Albă, Paltinu, Valea Jepilor, Valea Seacă a Jepilor, Valea Seacă a Jepilor, Valea Seacă a Jepilor, C ,ăi, Valea, II), Valea Iancului, Zgarbura, Izvorul Dorului, Valea Largă, Dogăria, Valea Dracului, Valea Măgarului, Valea Seciului, Valea Obielei, Valea Mesteacănului, Valea Beliei, Viroaga, Poienari ,